# Eleccions cantonals franceses de 2004 a Iparralde
Les eleccions cantonals franceses de 2004 es van celebrar en dues voltes els dies 21 i 28 de març per renovar la meitat dels consellers generals del Consells Generals dels departaments, i en el cas d'Iparralde el Consell General dels Pirineus Atlàntics, departament al qual pertany. Dels 22 consellers generals del País Basc del Nord presents al Consell el 2004 se'n havien de renovar 10 corresponents cadascun a un cantó.

## Cantó d'Anglet-Nord
Primera volta (21 de març)
La participació va ser del 63,21% i es van registrar un 2,79% de vots blancs i nuls.
| Candidat/a               | Partit/s        | Vots  | Percentatge |
| ------------------------ | --------------- | ----- | ----------- |
| Jean Espilondo           | PS              | 2.979 | 39,16       |
| Robert Villenave         | UDF             | 2.430 | 31,94       |
| Georges Daubagna         | Els Verds       | 536   | 7,05        |
| Josette Allizan          | FN              | 502   | 6,60        |
| Jean-Claude Lamoure      | "Diversa dreta" | 487   | 6,40        |
| Jean-Bernard Darmendrail | PCF             | 350   | 4,60        |
| Iñaki Zaldunbide         | Angeluzain      | 324   | 4,26        |

Segona volta (28 de març)
La participació va ser del 66,80% i es van registrar un 5,27% de vots blancs i nuls.
| Candidat/a       | Partit/s | Vots  | Percentatge |
| ---------------- | -------- | ----- | ----------- |
| Jean Espilondo   | PS       | 4.553 | 58,11       |
| Robert Villenave | UDF      | 3.282 | 41,89       |

## Cantó d'Atharratze-Sorholüze
Primera volta (21 de març)
La participació va ser del 75,34% i es van registrar un 3,40% de vots blancs i nuls.
| Candidat/a                     | Partit/s              | Vots  | Percentatge |
| ------------------------------ | --------------------- | ----- | ----------- |
| Michel Arhancet                | UDF-UMP               | 1.044 | 47,74       |
| Rubén Gómez                    | "Diversa esquerra"    | 369   | 16,87       |
| Catherine Artheix-Althabegoïty | PS                    | 300   | 13,72       |
| Jean-Dominique Idiart          | Plataforma (Batasuna) | 206   | 9,42        |
| Louis Labadot                  | PCF                   | 202   | 9,24        |
| Guillaume Elissalt             | FN                    | 66    | 3,02        |

Segona volta (28 de març)
La participació va ser del 76,14% i es van registrar un 5,64% de vots blancs i nuls.
| Candidat/a      | Partit/s         | Vots  | Percentatge |
| --------------- | ---------------- | ----- | ----------- |
| Michel Arhancet | UDF-UMP          | 1.213 | 56,18       |
| Rubén Gómez     | Diversa esquerra | 946   | 43,82       |

## Cantó de Donibane Garazi
Primera volta (21 de març)
La participació va ser del 77,32% i es van registrar un 2,70% de vots blancs i nuls.
| Candidat/a           | Partit/s   | Vots  | Percentatge |
| -------------------- | ---------- | ----- | ----------- |
| Alphonse Idiart      | UDF-UMP    | 1.551 | 39,14       |
| François Maïtia      | PS         | 1.522 | 38,41       |
| Pierre Iralour       | AB         | 703   | 17,74       |
| Arantxa Oxandabaratz | Plataforma | 116   | 2,93        |
| Nadine Gatto         | FN         | 71    | 1,79        |

Segona volta (28 de març)
La participació va ser del 81,15% i es van registrar un 4,68% de vots blancs i nuls.
| Candidat/a      | Partit/s | Vots  | Percentatge |
| --------------- | -------- | ----- | ----------- |
| François Maïtia | PS       | 2.149 | 52,75       |
| Alphonse Idiart | UDF-UMP  | 1.925 | 47,25       |

## Cantó d'Hazparne
Primera volta (21 de març)
La participació va ser del 80,09% i es van registrar un 3,58% de vots blancs i nuls.
| Candidat/a                | Partit/s              | Vots  | Percentatge |
| ------------------------- | --------------------- | ----- | ----------- |
| Bernard Inchauspé         | "Diversa dreta"       | 2.386 | 48,20       |
| Jacques Coumet            | UMP                   | 1.485 | 30,00       |
| Xavier Larre              | Elgar-Ensemble        | 420   | 8,48        |
| Jean-Claude Saint-Esteben | AB                    | 275   | 5,56        |
| Charles Etxezarreta       | Plataforma (Batasuna) | 222   | 4,48        |
| Manex Pagola              | EA                    | 82    | 1,66        |
| Joël Potier               | FN                    | 80    | 1,62        |

Segona volta (28 de març)
La participació va ser del 75,10% i es van registrar un 21,40% de vots blancs i nuls.
| Candidat/a        | Partit/s        | Vots  | Percentatge |
| ----------------- | --------------- | ----- | ----------- |
| Bernard Inchauspé | "Diversa dreta" | 3.784 | 100         |

## Cantó d'Iholdi
Primera volta (21 de març)
La participació va ser del 78,95% i es van registrar un 4,73% de vots blancs i nuls.
| Candidat/a               | Partit/s              | Vots  | Percentatge |
| ------------------------ | --------------------- | ----- | ----------- |
| Jean-Louis Caset         | UDF-UMP               | 1.686 | 63,86       |
| Andde Sainte-Marie       | AB                    | 389   | 14,73       |
| Sophie Gais              | PS                    | 282   | 10,68       |
| Anita Lopepe             | Plataforma (Batasuna) | 208   | 7,88        |
| Nicole Boisserie-Lacroix | FN                    | 49    | 1,86        |
| Eugène Bagez-Bernet      | PCF                   | 26    | 0,98        |